# 東華三院方樹泉社會服務大樓
東華三院方樹泉社會服務大樓（英語：TWGHs Fong Shu Chuen Social Service Building）是一座位於香港筲箕灣的社區服務大樓，是東華三院的社區服務設施，為筲箕灣及鄰近地區的居民提供長者照護服務、智障成人住宿服務及社區支援服務。大樓的興建除得到東華董事局撥款及善長贊助外，香港政府也於1996年向立法局申請獎券基金資助大樓的部分建築經費，大樓於1999年落成，並於2001年由行政長官董建華主禮開幕儀式。
大樓重建自因結構問題而須拆卸的東華三院李志雄紀念小學舊校舍，李志雄紀念小學於1988年由此處遷往小西灣邨，校舍則於1989年拆卸。

## 服務單位
東華三院方樹泉社會服務大樓設有多個服務單位：
- 方樹泉長者地區中心
- 方樹泉長者日間護理中心
- 方樹泉護理安老院[4]
- 方樹泉綜合家居照顧服務中心
- 方樹泉日間活動中心[5]